# Nicholas J. Turland
Nicholas J. Turland ( n. 1966 ) es un botánico, y profesor inglés, que se ha desempeñado en Kew Gardens, especializándose en la flora de China. También trabajó en el Departamento de Botánica, The Natural History Museum.

## Algunas publicaciones
- lance Chilton, nicholas j. Turland, nick j. Turland. 1997. Flora of Crete: a supplement. Edición ilustrada de Marengo, 125 pp. ISBN 1900802457

- charles e. Jarvis, nick j. Turland. 1994. The typification of Linnaean plant names in the family Composistae (Asteraceae). Compositae newsletter. Editor Swedish Museum of Natural History, Dept. of Phanerogamic Botany, 2 pp.

- nicholas j. Turland, margaret ceclia Tebbs, l.t. Ellis, sandra Knapp, james h. Price, josé luis Alvarado. 1992. Palynological evidence for the generic delimination of Sechium (Cucurbitaceae) and its allies; Seaweeds of the western coast of tropical Africa and adjacent islands, a critical assessment, IV. Rhodophyta (Florideae) 3. Genera H-K; Two new species of Solanum section Geminata (Solanaceae) from... Volumen 22, N.º 2 de Bulletin of the British Museum (Natural History). Editor Trustees of the British Museum (Natural History), 61 pp.

### Libros
- John McNeill, Tod F. Stuessy, Nicholas J. Turland & Elvira Hörandl (2005). «XVII International Botanical Congress: preliminary mail vote and report of Congress action on nomenclature proposals» (PDF). Taxon 54 (4): 1057-1064.

- lance Chilton, nicholas j. Turland, nick j. Turland. 2002. Plant List for Olu Deniz, Turkey. Editor Marengo Publications, 20 pp. ISBN 1900802872

- La abreviatura «Turland» se emplea para indicar a Nicholas J. Turland como autoridad en la descripción y clasificación científica de los vegetales.[2]